# Aceratorchis
Aceratorchis es un género con solo dos especies de orquídeas monopodiales y epífitas de la subtribu Orchidinae de la familia Orchidaceae. 
En Kew se la considera una sinonimia del género Galearis.

## Hábitat
Estas especies epífitas se encuentran en bosques de montaña y prados desde Tíbet hasta China central y Yunnan.

## Descripción
Estas especies tienen una altura de 6 a 12 cm y poseen un rizoma digitado, carnoso y rastrero.
El tallo es erecto con dos brácteas basales. Las hojas glabras son pediceladas y basales, oblongoespatuladas o espatuladas con un apéndice obtuso. Su base envuelve al tallo.
Estas orquídeas tienen una inflorescencia de 1 a 6 flores pequeñas con brácteas florales lanceoladas. Los sépalos oblongos poseen tres venas y un apéndice obtuso. El sépalo inferior es cóncavo y forma una caperuza con los pétalos. Los sépalos laterales son abiertos.
Los oblongo lanceolados y erectos pétalos son rojo púrpura, púrpura pálido, o blanco con 2 venas y un apéndice picudo.
El labelo es ovado-lanceolado y está abierto, siendo ligeramente más grande que los pétalos. Con la base ligeramente cóncava, sin espuela, no lobulado, margen entero o ligeramente ondulado. El apéndice es obtuso.

## Especies deAceratorchis
- Aceratorchis albiflora Schltr. 1922 (Tíbet a China - Yunnan)
- Aceratorchis tschiliensis Schltr. 1922 (Qinghai to C. China)